# 인두굽이
인두굽이(pharyngeal arches, visceral arches) 또는 인두궁(咽頭弓)은 척추동물의 배아발생에서 관찰되는 구조로, 많은 해부학적 구조의 발생기 구조이다. 어류의 경우 아가미굽이(branchial arches, gill arches)라고 한다. 아가미굽이는 아가미를 지지하고 있다.
사람의 배아에서 인두굽이는 발생 4주 정도에 처음 나타난다. 발생 중인 인두 양쪽의 중배엽이 돌출되면서 인두굽이가 형성된다. 인두굽이의 혈관 구조는 대동맥활이라고 한다.